# Джакомо II Кріспо
Джакомо II (італ. Giacomo II Crispo; бл. 1426 — 1447) — 13-й герцог Наксоський в 1433—1447 роках.

## Життєпис
Походив з веронського роду Кріспо. Син Джованні II, герцога Наксоського, та Франчески Морозіні. Народився близько 1426 року. Після смерті батька 1433 року став новим володарем. З огляду на молодий вік Джакомо II регенткою стала його мати.
У 1437 році заручив представницю роду Дзено. Того ж року після смерті родича Андреа Дзено, сеньйора Андроса, війська герцога зайняли цей острів. Після цього наречена герцога постриглася в черниці в монастирі Санта Кроче делла Джудекка у Венеції.
1440 року Венеційська республіка під загрозою нападу змусила визнати правителем свого ставленика — Крузіно Соммаріпу, сина Марії, колишньої власниці острова. На  противагу венеційцям герцог домовився з Жаном де Ластіком, великим магістром госпітальєрів, щодо заснування на Наксосі командорства. З цих пір постійна залога госпітальєрів розташовувалася тут. 
У 1444 році одружився з представницею роду Гаттілузіо (за іншими відомостями — Катериною Суммаріпа). 1446 року за домовленістю з Венецією герцогство було включено до нової угоди останньої з Османською імперією. Султан визнав протекцію венеційців над Джакомо II Кріспо. Проте вже 1447 року герцог раптово помер. Йому спадкував малолітній син Джан Джакомо

## Родина
Дружина — Джиневра, донька Доріно I Гаттілузіо, сеньйора Лесбосу.
Діти:
- Єлизавета (1445—д/н), дружина Доріно II Гаттілузіо, сеньйора Еноса
- Джан Джакомо (1447—1453), 14-й герцог Наксоський